# نیازمند (جوجه)

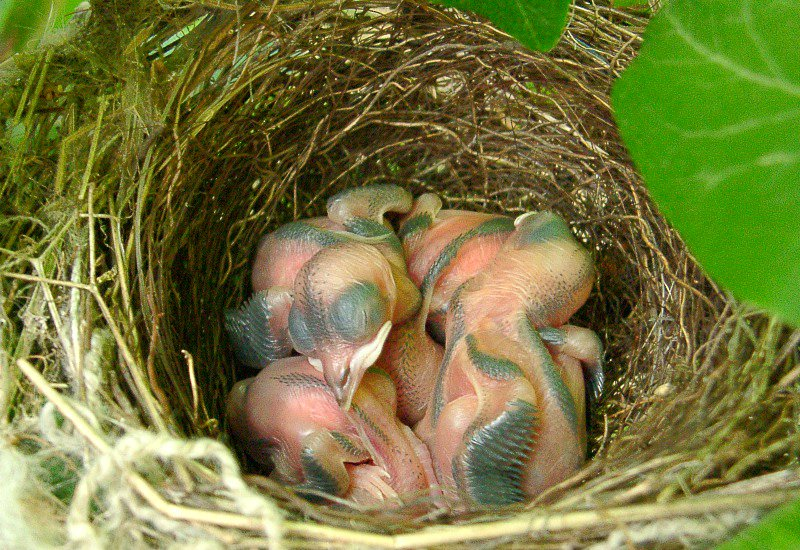
جوجه‌های نیازمند در آشیانه

یک جانور نیازمند (به انگلیسی: nidicolous)؛ از واژۀ لاتین nidus به معنی "لانه" و -colus "ساکن") جانوری است که به دلیل نیاز به غذا، محافظت و یادگیری مهارت‌های زنده‌ماندن به والدین بستگی دارد و در زادگاه خود برای یک مدت طولانی باقی می‌ماند. آنها برعکس گونه‌های بی‌نیاز هستند که والدین خود را زودتر ترک می‌کنند و به طور مستقل زنده می‌مانند.
دو اصطلاح دیگر نیز توسط دانشمندان برای پدیده‌های رشدی مرتبط استفاده می‌شود: دیررس (نسبتاً در بدو تولد یا جوجه‌آوری رشد نکرده، درمانده، کور، بدون پر یا مو، و توانای مراقبت از خود را ندارند) وزودرس (نسبتاً در بدو تولد یا جوجه‌آوری رشد کرده‌اند، توانایی دفاع از خود را دارند).  اگرچه همپوشانی زیادی بین گونه‌های دیررس و نیازمند وجود دارد، اما این اصطلاحات یکسان نیستند. همه جانوران دیررس بنا به ضرورت نیازمند هستند، اما یک جانور ممکن است حتی اگر زودرس باشد و در صورت نیاز کاملاً قادر به ترک آن باشد، نیازمند باشد.  نمونه‌هایی از گونه‌های زودرس اما نیازمند شامل بسیاری از کاکایی‌ها و پرستودریایی‌ها هستند. 
نمونه‌هایی از گونه‌های نیازمند نیز شامل پستانداران و بسیاری از گونه‌های پرندگان است. بیشتر جانوران نیازمند دیررس هستند. در طول طول عمر، مغز یک جانور نیازمند 8 تا 10 برابر اندازه اولیه خود بزرگ می‌شود، در حالی‌که در جانوران بی‌نیاز از 1.5 تا 2.5 برابر بزرگ می‌شود.  